# José Pilar Reyes
José Pilar Reyes Requenes (Aguascalientes, 1955. október 12. – ) mexikói válogatott labdarúgókapus. 

## Pályafutása

### Klubcsapatban
1976 és 1986 között a San Luis labdarúgója volt. 1977 és 1983 között a Tigres UANL, 1983 és 1989 között a Tampico Madero csapatában szerepelt. 1986–87-ben a Tigres UANL, 1987 és 1988 között a CF Monterrey játékosa volt.

### A válogatottban
1977 és 1981 között 20 alkalommal szerepelt az mexikói válogatottban. Tagja volt az 1977-ben CONCACAF-bajnokságot nyert válogatott keretének és részt vett az 1978-as világbajnokságon is.

## Sikerei, díjai
Tigres UANL
- Mexikói bajnok (2): 1977–78, 1981–82

Mexikó
- CONCACAF-bajnok (1): 1977